# Игра Рипли (фильм)
«Игра Рипли» (англ. Ripley’s Game) — драматический триллер 2002 года, снятый по мотивам одноимённого романа Патриции Хайсмит (третьего по счёту в серии) с Джоном Малковичем в главной роли афериста Тома Рипли. Режиссёром выступила ветеран итальянского кино Лилиана Кавани, чья карьера началась ещё в 1960-х годах. Кавани прославилась скандально известным фильмом «Ночной портье». Ранее по мотивам той же книги был поставлен фильм Вима Вендерса 1977 года «Американский друг».

## Сюжет
Том Рипли живёт в Италии и занимается махинациями, связанными с произведениями искусства. Рипли сотрудничает с английским гангстером по имени Ривз. Одна из сделок идёт не по плану и Рипли убивает телохранителя клиента. Том забирает себе картины, а присвоенные деньги отдаёт Ривзу, предупредив, что их сотрудничество закончилось.
Три года спустя невероятно разбогатевший Рипли, проживающий в Италии со своей женой Луизой, приглашён на вечеринку к своему соседу, где случайно слышит, как хозяин Джонатан Треванни называет его американским снобом. После небольшой ссоры с Треванни Рипли уходит с вечеринки.
Неожиданно, на горизонте вновь появляется Ривз, попросивший Рипли убить кое-кого. Тогда Рипли направляет Ривза к Треванни, умирающему от лейкемии. Ривз обращается к Треванни, и тот, решив оставить после своей смерти заработанные деньги жене Саре и сыну Мэттью, соглашается.
Треванни прибывает в Берлин, где должен провернуть это дело, полный уверенности, что скоро всё закончится. Однако у Ривза другие планы на его счёт — он начинает шантажировать Треванни, заставляя совершить ещё одно преступление: убийство в поезде. Теперь в дело вмешивается Рипли…
После нескольких убийств, совершённых в поезде, Треванни возвращается домой в Италию, где говорит Саре, что деньги он получил благодаря участию в медицинских научных исследованиях.
Вскоре люди, работавшие на убитого Треванни человека, приезжают в Италию в поисках убийцы, находят и убивают Ривза, после чего осаждают виллу Рипли, а Рипли и Треванни приходится отбиваться от преступников.
Сара приходит в ужас, когда узнаёт всю правду, а затем в их дом приходят ещё два киллера, но Рипли вовремя спасает семью Треванни. Однако Джонатану приходится пожертвовать своей жизнью, чтобы спасти Рипли в перестрелке. Озадаченный поступком Треванни Рипли собирается отдать Саре долю денег её мужа, но женщина плюёт Рипли в лицо.
Тем же вечером, Том идёт на концерт Луизы и наслаждается прекрасной музыкой, словно бы ничего и не произошло…

## В ролях
| Актёр         | Роль              |
| ------------- | ----------------- |
| Джон Малкович | Том Рипли         |
| Дугрей Скотт  | Джонатан Треванни |
| Рэй Уинстон   | Ривз              |
| Лина Хиди     | Сара Треванни     |
| Кьяра Казелли | Луиза             |

## Саундтрек
Музыку к фильму написал композитор Эннио Морриконе. На официальном альбоме было выпущено 13 треков:
1. In Concerto
2. II Cinismo Di Ripley
3. Louise
4. Primo treno
5. II Gioco Di Ripley
6. Berlino, Una Sera
7. Diagnosi
8. Collage Per Ripley
9. Doppiezza
10. Un Regalo
11. Secondo Treno
12. In Registrazione
13. Collage Per Ripley